# Meinier
Meinier est une commune suisse du canton de Genève.

## Géographie
Le territoire de Meinier s'étend sur 6,96 km2. Lors du relevé de 2013-2018, les surfaces d'habitations et d'infrastructures représentaient 15,1 % de sa superficie, les surfaces agricoles 79,3 %, les surfaces boisées 3,3 % et les surfaces improductives 2,2 %.
La commune comprend les six localités et hameaux de Meinier, Carre-d'Amont, Carre-d'Aval, Corsinge, Essert et Compois. Elle est limitrophe de Corsier, Gy, Jussy, Presinge, Choulex et Collonge-Bellerive.

## Histoire
Plusieurs seigneuries se partageaient le territoire de Meinier :
- Château de Rouelbeau ou La Bâtie-Cholay[5] dite aussi La Bâthie-Chollex ou Cholex, Bâtie-Compey, Bâtie-Rouelbeau ou Roillebot, Bâtie-Souveru, Soubeyron, Sonneyro[6]. En 1643, lors de la vente de la maison forte de La Bâthie, elle est décrite comme : « Une maison haute fossaillée autrefois »[7]. Une autre description nous décrit la réserve (domaine retenu du seigneur) de cette maison forte : « Item une maison haute avec le pressoir, la grange, le colombier une basse court, un puits un curtil (jardin), ensemble de 9 poses de vignes et poses de terres cultivées seytines de pré le tout joint au dit Chollex »[8],[9]. Il est le siège d'une châtellenie — ou mandement — du Faucigny delphinal (La Bâtie-Cholay ou Roillebot), au XIVe siècle[10].

- Compeis ou Compois (voir Compey)[11], dont le nom est issu ou aurait été donné à la Maison de Compey[12]. Girard de Compeis, seigneur de Thollon, lègue ses biens à ses deux filles Perussonne et Jacquette[13]. La première, morte avant 1340, avait refusé de prêter hommage au Comte de Genève, ce qui valut à ses biens d'être saisis. Une partie de ses biens passa à sa sœur Jacquette qui les vendit à Guillaume de Chatillon, seigneur de Larringes entre 1341 et 1342[13].

- Le Crêt

## Politique

### Administration
Le Conseil administratif est composé de trois conseillers, dont l'un exerce les fonctions de maire pendant un an. Ils se répartissent les dicastères pour la législature de cinq ans. L'exécutif de la commune, entré en fonction le 1er juin 2025, se compose de la façon suivante:
| Identité        | Étiquette          | Étiquette | Fonction                   | Dicastères                                                                    |
| --------------- | ------------------ | --------- | -------------------------- | ----------------------------------------------------------------------------- |
| Marc Jaquet     | Meinier ma commune |           | Maire                      | Bâtiments, assainissement, routes et agriculture Finances                     |
| Enrico Castelli | Voter Meinier      |           | Conseiller administratif   | Cohésion sociale et culture Manifestations, sport et événements               |
| Simona Korff    | Engagement durable |           | Conseillère administrative | Développement durable, nature et communication École, jeunesse et citoyenneté |

À la suite des élections municipales du 23 mars 2025, le Conseil municipal, composé de 17 membres est renouvelé et est représenté de la manière suivante : 
| Parti              | Voix | Suffrages en % | +/-   | Sièges  | +/- |
| ------------------ | ---- | -------------- | ----- | ------- | --- |
| Voter Meinier      | 347  | 55,75 %        | 55,75 | 10 / 17 | 10  |
| Agir ensemble      | 165  | 25,17 %        | 4,56  | 4 / 17  | 1   |
| Unies pour Meinier | 126  | 19,08 %        | 19,08 | 3 / 17  | 3   |

### Liste des maires
| Période       | Période       | Identité              | Étiquette          | Qualité                                                                      |
| ------------- | ------------- | --------------------- | ------------------ | ---------------------------------------------------------------------------- |
| 1794          | 1820          | Joseph Dentand        |                    |                                                                              |
| 1820          | 1835          | Maurice Lance         |                    |                                                                              |
| 1835          | 1847          | Jean Ducellier        |                    |                                                                              |
| 1847          | 1850          | Antoine Chevrand      |                    | Député au Grand Conseil du canton de Genève de 1848 à 1850 et de 1852 à 1856 |
| 1850          | 1864          | François Grand        |                    |                                                                              |
| 1864          | 1867          | Joseph Blanc          |                    | Député au Grand Conseil du canton de Genève de 1850 à 1862 et de 1864 à 1872 |
| 1867          | 1882          | Joseph Chappuis       |                    |                                                                              |
| 1882          | 1896          | John Blanchot         |                    |                                                                              |
| 1896          | 1898          | Paul Joseph Mermillod |                    |                                                                              |
| 1898          | 1910          | Pierre-Jules Daniel   |                    |                                                                              |
| 1910          | 1924          | William Martin        |                    | Député au Grand Conseil du canton de Genève de 1913 à 1919 et de 1923 à 1948 |
| 1924          | 1931          | Louis Dusseiller      |                    |                                                                              |
| 1931          | 1933          | Louis Roulet          |                    |                                                                              |
| 1933          | 1946          | Charles Girod         |                    |                                                                              |
| 1er juin 1947 | 31 mai 1955   | Gustave Favre         |                    | Député au Grand Conseil du canton de Genève de 1927 à 1930                   |
| 1er juin 1955 | 31 mai 1967   | Daniel Corthay        |                    |                                                                              |
| 1968          | 31 mai 1983   | Georges Girod         |                    |                                                                              |
| 1er juin 1983 | 31 mai 1999   | André Chanson         |                    |                                                                              |
| 1er juin 1999 | 31 mai 2015   | Marc Michela          |                    |                                                                              |
| 1er juin 2015 | 1er juin 2025 | Alain Corthay         | Ensemble Meinier   | Adjoint au maire de 2007 à 2015                                              |
| 1er juin 2025 | en cours      | Marc Jaquet           | Meinier ma commune |                                                                              |

## Population et société
Les habitants de la commune se nomment les Meynites. 

Photographie aérienne de Meinier, 1994

Ils sont surnommés les Meyniolus (niolu signifiant nigaud en patois genevois) et les Rhubarbes.

## Démographie

### Évolution de la population
La commune compte 2 079 habitants au 31 décembre 2023 pour une densité de population de 299 hab/km2. Sur la période 2010-2023, sa population a augmenté de 8,8 % (canton : 14,6 % ; Suisse : 9,4 %).  

### Pyramide des âges
En 2023, le taux de personnes de moins de 30 ans s'élève à 31,2 %, au-dessous de la valeur cantonale (33,7 %). Le taux de personnes de plus de 60 ans est quant à lui de 27,6 %, alors qu'il est de 22,2 % au niveau cantonal.
La même année, la commune compte 1 002 hommes pour 1 077 femmes, soit un taux de 48,2 % d'hommes, inférieur à celui du canton (48,3 %).
| Hommes | Classe d’âge | Femmes |
| ------ | ------------ | ------ |
| 0,5    | 90 ans ou +  | 1,5    |
| 9,9    | 75 à 89 ans  | 11,9   |
| 15,1   | 60 à 74 ans  | 16,2   |
| 21,8   | 45 à 59 ans  | 23,6   |
| 17,8   | 30 à 44 ans  | 19,6   |
| 17,1   | 15 à 29 ans  | 12,2   |
| 18,0   | - de 14 ans  | 15,1   |

| Hommes | Classe d’âge | Femmes |
| ------ | ------------ | ------ |
| 0,7    | 90 ans ou +  | 1,5    |
| 6,5    | 75 à 89 ans  | 8,8    |
| 13,0   | 60 à 74 ans  | 13,8   |
| 21,7   | 45 à 59 ans  | 21,5   |
| 22,9   | 30 à 44 ans  | 22,4   |
| 18,6   | 15 à 29 ans  | 17,2   |
| 16,7   | - de 14 ans  | 14,8   |

## Culture et patrimoine

### Héraldique
| Blason | Blasonnement : D'azur à la tour crénelée d'or ouverte du même, maçonnée et ajourée de sable, accompagnée au canton dextre du chef d'une étoile à six rais d'or et en pointe d'une champagne fascée-ondée d'argent et de sinople de quatre pièces. |

### L'église de Meinier
L'église Saints-Pierre-et-Paul se trouve au centre du village de Meinier. Elle fut pour la première fois mentionnée en 1153 dans un écrit du pape Eugène III. Les écrits pastoriaux nous informent que l'église était placée sous le vocable de Saint-Pierre et que le curé n'était pas toujours résident. En 1443 celui-ci était établi à Annecy. En 1536 la réforme est imposée par l'armée Bernoise lors de leur venue. Ce n'est qu'à la suite du traité de Lausanne en 1564 que la région de Meinier retrouve la souveraineté savoyarde ainsi que le retour au catholicisme au cours du XVIIIe siècle.
C’est lors de la venue de saint François de Salle que sera consacré l’autel le 11 octobre 1611. À l’occasion de sa deuxième visite, il dédia l’église de Meinier à saint Pierre et saint Paul. L’église fut ensuite entièrement reconstruite au début du XVIIIe siècle et déplacée vers le sud de la parcelle. En 1826 l’église sera dotée d’un autel érigé côté sud dédié à saint François de Salle. Vers la fin du XIXe siècle le canton de Genève est l’objet de tensions religieuses dues à une politique anticléricale du gouvernement. Les tensions entre l’état et les catholiques romain persisteront durant seize années, le maire de l’époque François Dusselier sera même destitué car celui-ci ne voulait pas remettre les clefs de l’église à l’état. Une restauration générale concernant l’intérieur et l’extérieur de l’église eut lieu en 1984, celle-ci fut accompagnée de fouilles archéologiques. En ce qui concerne le retable, celui-ci est l’élément le plus remarquable du monument, il est lié à l’expansion de la réforme catholique en Savoie.

### Le plus ancien noyer hybride de Suisse

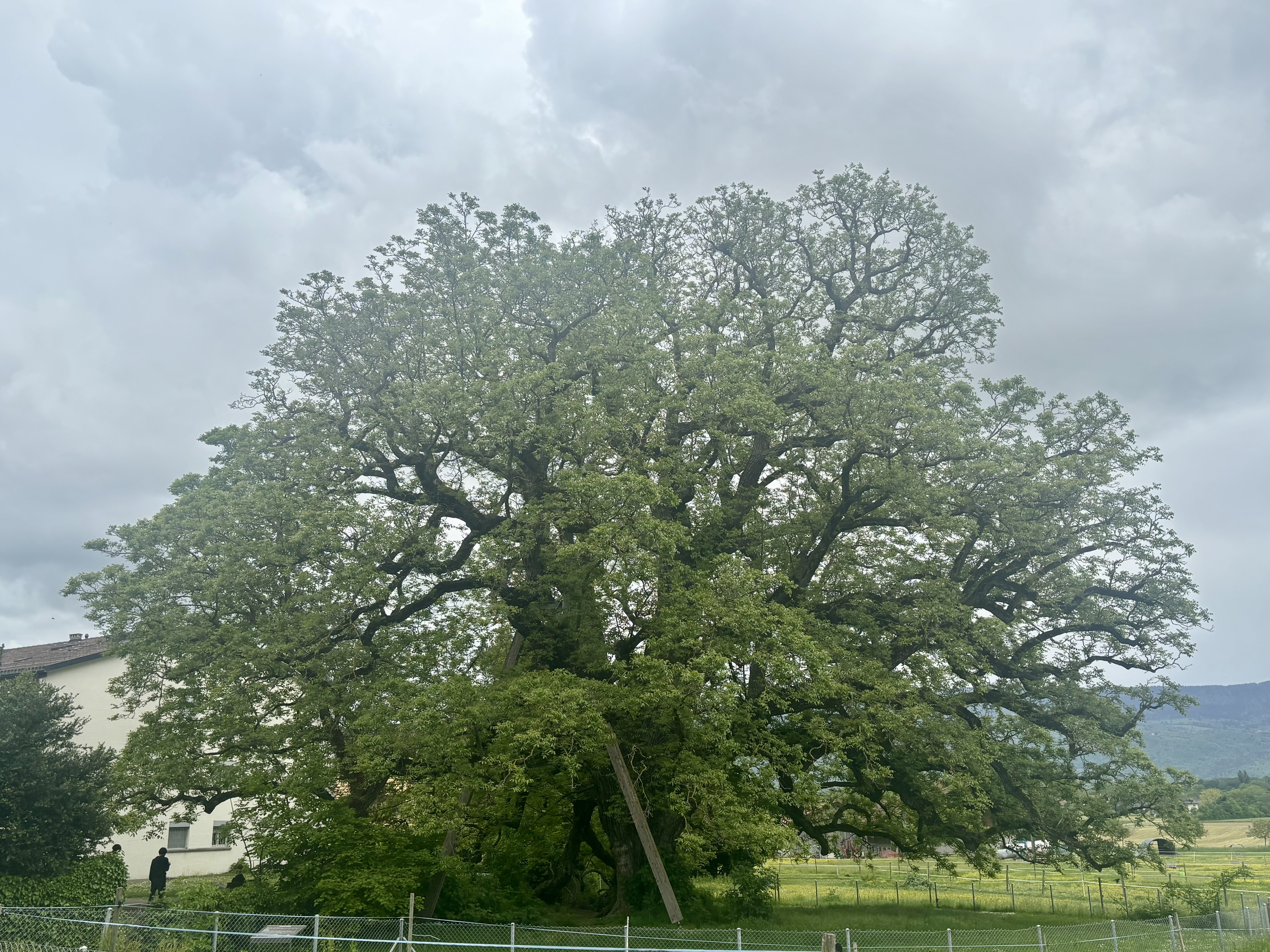
Noyer de Meinier - printemps 2025.

Le noyer de Meinier est réputé être le plus ancien noyer hybride de Suisse. Situé sur un terrain privé derrière l’église, il est planté en 1863. Il s’agit d’un hybride naturel entre un noyer commun et un noyer noir d’Amérique du Nord (Juglans intermedia). 
Il mesure environ 35 mètres de haut, son tronc dépasse six mètres de circonférence, et sa cime s’étend sur plus de 110 mètres. Des câbles et un tuteur ont été installés pour renforcer ses branches massives.